# Provincia di Tshopo
La provincia di Tshopo, (francese: Province de la Tshopo) è una delle 26 province della Repubblica Democratica del Congo. Il suo capoluogo è la città di Kisangani.
La provincia si trova nel Congo centrale.
Nel precedente ordinamento amministrativo del Congo (in vigore fino al 2015) la provincia non esisteva in quanto faceva parte della più ampia Provincia Orientale.

## Geografia antropica

### Suddivisioni amministrative
La provincia di Tshopo è suddivisa nelle città di Kisangani (capoluogo), ed in 7 territori:
- territorio di Bafwasende, capoluogo: Bafwasende;
- territorio di Banalia, capoluogo: Banalia;
- territorio di Basoko, capoluogo: Basoko;
- territorio di Isangi, capoluogo: Isangi;
- territorio di Opala, capoluogo: Opala;
- territorio di Ubundu, capoluogo: Ubundu;
- territorio di Yahuma, capoluogo: Yahuma.